# HD 97023
HD 97023，又名CD-31 8816，SAO 202149、HR 4339，是一颗恒星，视星等为5.81，位于銀經279.22，銀緯25.79，其B1900.0坐标为赤經11h 5m 4.9s，赤緯-31° 25.79′ 28″。